# Аристово (Опочецький район)
Аристово (рос. Аристово) — присілок в Опочецькому районі Псковської області Російської Федерації.
Населення становить 131 особу. Входить до складу муніципального утворення Глубоковська волость.

## Історія
Від 2015 року входить до складу муніципального утворення Глубоковська волость.

## Населення
| 2001 | 2002 | 2010 | 2013 | 2014 | 2015 | 2016 |
| ---- | ---- | ---- | ---- | ---- | ---- | ---- |
| 175  | ↘138 | ↘103 | ↗113 | ↗129 | →129 | ↗131 |